# Sebastian Festner
Sebastian Festner (ur. 30 czerwca 1894, zm. 25 kwietnia 1917) – niemiecki as myśliwski z czasów I wojny światowej z 12 potwierdzonymi zwycięstwami powietrznymi.

## Życiorys
Urodził się w Holzkirchen w Bawarii. Służbę w lotnictwie rozpoczął jako mechanik w Fliegerabteilung 1 w październiku 1914 roku. Po przejściu szkolenia lotniczego w Fliegerersatz Abteilung Nr. 2b został przydzielony na kilka dni do FA18, a następnie przeniesiony do FA5. W obu tych jednostkach latał jako pilot w samolotach dwumiejscowych. 
10 listopada 1916 roku został przydzielony do eskadry myśliwskiej Jagdstaffel 11. W jednostce odniósł w lutym i kwietniu 1917 roku 12 zwycięstw powietrznych. Tytuł asa myśliwskiego zdobył 5 kwietnia, zestrzeliwując dwa samoloty brytyjskie. Czwarte zwycięstwo odniósł nad dowódcą jednostki No. 48 Squadron RAF, kapitanem Leefem Robinsonem.
13 kwietnia Festner odniósł swoje 10. zwycięstwo i 23 kwietnia został odznaczony Królewski Order Rodu Hohenzollernów. Dwa dni później jego Albatros D.III (nr. 2251/17) został najprawdopodobniej zestrzelony w okolicach Gavrelle.  

## Odznaczenia
- Królewski Order Rodu Hohenzollernów
- Krzyż Żelazny I Klasy
- Krzyż Żelazny II Klasy